# Elisabet Llargués i Masachs
Elisabet Llargués Masachs (Barcelona, 23 d'octubre de 1980) és una regatista de vela lleugera.
Membre del Club Nàutic El Masnou, s'inicià a la pràctica de la vela als sis anys. Ha competit en la classe optimist, estel, europa i laser radial. S'ha proclamat diverses vegades campiona de Catalunya i dos cops campiona d'Espanya en la classe europa (2008, 2010). També ha guanyat proves com la Christmas Race en classe laser radial (2011) i la Semana Catalana de Vela (2009) en classe Europa (2009) . A nivell internacional, competint en la classe europa, es proclamà campiona del Món (2010) i aconseguí una medalla de bronze (2019), i també guanyà la medalla de bronze al Campionat d'Europa de 2007, celebrat a l'Escala. Posteriorment, ha practicat el surf de rem, conquerint la medalla d'or al Campionat del Món de 2022.